# Christian Luerssen
Christian Luerssen (* 6. Mai 1843 in Bremen; † 28. Juni 1916 in Charlottenburg) war ein deutscher Botaniker. Sein offizielles botanisches Autorenkürzel lautet „Luerss.“

## Biografie

### Jugend und Ausbildung
Luerssen wurde als Sohn eines Zigarrenfabrikanten in Bremen geboren. Mit dem Wunsch, Lehrer zu werden, trat er 1858, nach dem Abschluss der besseren Volksschule in das neu gegründete Bremer Lehrerseminar, geleitet vom Reformpädagogen und Lehrbuchautor August Lüben, ein. Nach dem Abschluss war er in Bremen als Lehrer tätig, bevor er mit Unterstützung des Bremer Senats ein Studium der Naturwissenschaften in Jena aufnehmen konnte, wo er neben Zoologie und Botanik auch Physik bei Ernst Abbe hörte. 1868 wurde er hier mit einer botanischen Arbeit promoviert und kehrte nach Bremen zurück.

### Kustos und Autor
1869 erhielt er eine Assistentenstelle in Leipzig bei August Schenk, der ihm später auch die Stelle als Kustos des Universitätsherbariums vermittelte. 1872 habilitierte sich Luerssen hier mit einer Arbeit über die Entwicklungsgeschichte der Farn-Sporangien. Gemeinsam mit Schenk gab Luerssen gab er die Mitteilungen aus dem Gesamtgebiet der Botanik (Leipz., 1871–75) heraus, während sich seine eigenen Forschungen in dieser Zeit vor allem mit den Farnpflanzen Australiens und Ozeaniens befassten. Um seine Familie zu ernähren, war der seit Beginn seiner Leipziger Tätigkeit verheiratete Luerssen gezwungen, eine Nebentätigkeit als Autor aufzunehmen. Neben Rezensionen für wissenschaftliche Zeitschriften verfasste er Lehr- und Handbücher. Seine Grundzüge der Botanik und seine Medizinisch-pharmaceutische Botanik zeichneten sich durch die anschauliche methodische Aufarbeitung aus und erreichten den Status von Standardwerken. Zeitgenössische Botaniker schätzten Luerssen als einen „der ersten jetzt lebenden botanischen Schriftsteller, seine Lehr- und Handbücher sind die besten, die es zur Zeit gibt“.

### Professor in Eberswalde
1884 wurde er als Forstbotaniker an die Königliche Forstakademie in Eberswalde berufen. Hier blieben die Kryptogamen sein Forschungsschwerpunkt. Als Autor trat er mit dem forstwissenschaftlichen Teil in Tuisko Loreys Handbuch der Forstwissenschaft und mit der Neubearbeitung des Farnpflanzenbandes von Ludwig Rabenhorsts Kryptogamen-Flora in Erscheinung.

### Botaniker in Königsberg
1888 wurde Luerssen an die Universität Königsberg berufen, wo er bis 1910 Direktor des Botanischen Instituts und des Botanischen Gartens war. Während dieser Zeit und weiter bis zu seinem Tod war er Herausgeber der Bibliotheca Botanica, einer Reihe botanischer Forschungsbeiträge, die bis heute existiert. Seine eigenen wissenschaftlichen Arbeiten beschränkten sich fast ausschließlich auf das Gebiet der Systematischen Botanik, während seine eigentliche Stärke in der Lehre und in der Erarbeitung methodisch durchdachter Lehrmaterialien lag. 1910 ging Luerssen aus gesundheitlichen Gründen in den Ruhestand, den er in Danzig und Berlin-Charlottenburg verbrachte.
Luerssen wurde auf dem Südwestkirchhof Stahnsdorf beigesetzt, wo sein Grab bis heute erhalten ist.

## Ehrungen
Nach Luerssen wurden die Pflanzengattungen Luerssenia Kuhn ex Luerss. aus der Familie der Wurmfarngewächse (Dryopteridaceae) und Luerssenidendron Domin aus der Familie der Rautengewächse (Rutaceae) benannt.

## Schriften (Auswahl)
- Über den Einfluß des rothen und blauen Lichtes auf die Strömung des Protoplasma in den Brennhaaren von Urtica und den Staubfadenhaaren der Tradescantia virginica. Dissertation, Jena 1868.
- Beiträge zur Entwicklungsgeschichte der Farn-Sporangien. Habilitation. In: August Schenk, Christian Luerssen: Mittheilungen aus dem Gesammtgebiete der Botanik. Bd. 1, S. 313–344, Bd. 2, S. 1–42,  Leipzig, 1872/1874, ZDB-ID 842581-4.
- Die Pflanzengruppe der Farne (= Sammlung gemeinverständlicher wissenschaftlicher Vorträge. Serie IX, Heft 197). Lüderitz, Berlin 1874.
- Grundzüge der Botanik. Repetitorium für Studirende der Naturwissenschaften und Medicin und Lehrbuch für polytechnische land- und forstwirthschaftliche Lehranstalten. Hermann Haessel, Leipzig 1877 (5. durchgesehene und theilweise umgearbeitete Auflage. ebenda 1893).
- Handbuch der systematischen Botanik mit besonderer Berücksichtigung der Arzneipflanzen. = Medicinisch-pharmaceutische Botanik, zugleich als Handbuch der systematischen Botanik für Botaniker, Ärzte und Apotheker. 2 Bände. Haessel, Leipzig 1879–1882 Band I (Digitalisat) Band II (Digitalisat)
- Die Pflanzen der Pharmacopoea Germanica. Haessel, Leipzig 1883.
- Die Einführung japanischer Waldbäume in deutschen Forsten. In: Zeitschrift für das Forst- und Jagdwesen. 18. Jg., ZDB-ID 395073-6, 1886, S. 121–143, 251–273, 313–336, 442–448, 545–580.
- Forstbotanik – Grundriß der speziellen Morphologie der deutschen Bäume und Sträucher, der wichtigsten Arten der Waldbodenflora sowie der baumverderbenden Pilze. In: Tuisko Lorey (Hrsg.): Handbuch der Forstwissenschaft. Bd. 1, 1: Forstliche Produktionslehre I. Laupp, Tübingen 1888, S. 321–514.
- Die Farnpflanzen oder Gefässbündelkryptogamen (Pteridophyta) (= Dr. Ludwig Rabenhorst's Kryptogamen-Flora von Deutschland, Oesterreich und der Schweiz. Bd. 3). 2. Auflage. Kummer, Leipzig 1889.
- Beiträge zur Kenntniss der Flora West- und Ostpreussens. Mittheilungen aus dem Königlichen botanischen Institute der Universität zu Königsberg i. Pr. I – III (= Bibliotheca Botanica. Bd. 6, Heft 28, ISSN 0067-7892). Nägele, Stuttgart 1894, online.